# 13.º Batallón Aéreo de Reemplazo
El 13.º Batallón Aéreo de Reemplazo (13. Flieger-Ersatz-Abteilung) fue una unidad militar de la Luftwaffe de la Alemania nazi.

## Historia
Fue formado el 1 de octubre de 1935 a partir del 3.er Batallón Aéreo de Reemplazo. El 1 de octubre de 1936 es redesignado como 23.er Batallón Aéreo de Reemplazo. Reformado el 1 de noviembre de 1936 en Weimar-Nohra a partir de la Instrucción Aérea Stelle Weimar-Nohra. El 1 de noviembre de 1938 es redesignado como 51.º Batallón Aéreo de Reemplazo. Reformado el 1 de noviembre de 1938 en Neubiberg a partir del 15.º Batallón Aéreo de Reemplazo. El 1 de abril de 1939 es reasignado al I Batallón de Instrucción del 11.º Regimiento de Instrucción Aérea.

## Comandantes
- Coronel Kurt Boettge (1 de noviembre de 1938 - 28 de febrero de 1939)
- Coronel Hermann Unger (28 de febrero de 1939 - 1 de abril de 1939)